# Диего Корралес — Хосе Луис Кастильо (октябрь 2005)
Диего Корралес — Хосе Луис Кастильо II (англ. Diego Corrales vs. José Luis Castillo II) — двенадцатираундовый боксёрский поединок-реванш который состоялся 8 октября 2005 года на базе Thomas & Mack Center в Лас-Вегасе. На кону должны были стоять титулы чемпиона мира в лёгком весе по версии WBC и WBO, которые принадлежали Корралесу, но из-за того что Кастильо не сумел вложиться в лимит весовой категории (до 61, 235 кг) титулы автоматически сохранились за действующим чемпионом. 
Этот поединок стал вторым между боксёрами. Ранее, 7 мая 2005 года Корралес и Кастильо провели свой первый поединок. Бой проходил с переменным успехом. Оба боксёра работали на ближней и средней дистанции. За время поединка они сумели несколько раз потрясти друг друга. Самым ярким оказался десятый раунд, во время которого Корраслес дважды оказывался в нокдауне, во время нокдаунов Корралес дважды выплёвывал капу, чтобы использовать время, дающееся на промывку капы для восстановления. Спустя несколько секунд после второго нокдауна, Корралес атаковал Кастильо и потряс его несколькими акцентированными ударами, после чего вмешался рефери поединка — Тони Уикс и прекратил бой. Победа техническим нокаутом в 10-м раунде была присуждена Корралесу.
Второй бой проходил с преимуществом Кастильо и завершился его победой нокаутом в 4-м раунде. На момент нокаута, на судейских записках был следующий счёт — 30:27, 30:27 и 29:27 в пользу Кастильо. После этого Корралес провёл ещё два поединка, в которых был побеждён, а Кастильо продолжал регулярно выступать вплоть до 2014 года. Ровно два года спустя после первого поединка между Корралесом и Кастильо, 7 мая 2007 года Диего Корралес погиб.

## Предыстория
Первый поединок между Корралесом и Кастильо состоялся 7 мая 2005 года на базе Mandalay Bay Resort & Casino в Лас-Вегасе и шёл с переменным успехом. Оба боксёра работали на ближней и средней дистанции. За время поединка они сумели несколько раз потрясти друг друга. Самым ярким оказался десятый раунд, во время которого Корраслес дважды оказывался в нокдауне. Во время обоих нокдаунов Корралес выплёвывал капу, чтобы использовать время, дающееся на её промывку, для восстановления. Спустя несколько секунд после второго нокдауна, Корралес атаковал Кастильо и потряс его несколькими акцентированными ударами, после чего вмешался рефери поединка — Тони Уикс и прекратил бой. Победа техническим нокаутом в 10-м раунде была присуждена Корралесу. Подводя итоги 2005 года, авторитетный американский боксёрский журнал «The Ring», удостоил первый бой Корралес—Кастильо награды «Бой года», а 10-й раунд получил награду «Раунд года».
Благодаря крайне неожиданному исходу первого поединка, бой-реванш выглядел привлекательно с финансовой точки зрения. Цены на билеты на поединок в кассах доходили до 17, 5 тысяч долларов США, а число платных просмотров на телеканале Showtime могло достигнуть полумиллиона.
На кону должны были стоять титулы чемпиона мира в лёгком весе (до 61, 2 кг) по версиям WBC и WBO, которые принадлежали Диего Корралесу, но Хосе Луис Кастильо превысил лимит весовой категории чуть менее, чем на килограмм. После этого Кастильо получил 75 минут что бы согнать лишний вес, но на повторном взвешивании, он вновь превысил лимит категории на 1,7 кг. После этого WBC и WBO сообщили, что титулы их организаций не будут разыгрываться в этом поединке. В итоге Корралес согласился провести поединок в рамках полусреднего веса (до 66,7 кг), но при условии того, что в день боя будет проведено дополнительное взвешивание и за каждые 453 грамма свыше лимита категории Кастильо будет оштрафован на 75 000 долларов США за каждый прошедший раунд поединка. На дополнительной процедуре взвешивания Кастильо сумел уложиться в лимит весовой категории, а Корралес весил 67, 6 кг.
Специально для этого поединка было введено правило, что если во время боя один из боксёров умышленно выплюнет капу изо рта, то с него будет снято два очка. Также в правиле было записано что у секундантов должны были находится запасные капы, чтобы в случае необходимости можно было максимально быстро её заменить и тем самым избежать неоправданных задержек, как было в первом бою.

## Ход поединка
Поединок по своему стилю напоминал первый бой между боксёрами и проходил на ближней дистанции практически без использования прямых ударов. Спортивные журналисты отмечали, что Корралесу было бы удобнее боксировать на дальней дистанции, используя свои преимущества в росте и размахе рук, но из-за того, что это могло лишить поединок зрелищности, Корралес не использовал эти преимущества.
Первый раунд, начался с обмена акцентированными ударами. Кастильо работал, главным образом, короткими хуками (боковыми ударами) по корпусу и короткими апперкотами (ударами снизу) по челюсти Корралеса. Корралес же, помимо преимущества в антропометрии, имел преимущество в скорости рук и работал, главным образом, кроссами (перекрёстными ударами), которые он пробивал в момент, когда Кастильо отступал. В середине раунда Диего Корралес сумел попасть акцентированным апперкотом по челюсти соперника. Но первый раунд остался за мексиканцем.
Во втором раунде, Кастильо продолжил работать ударами снизу, которые всё чаще доходили до цели, но значительного урона Корралесу они не наносили. Корралес же работал джебами (прямыми ударами), которые также не доходили до цели. В конце раунда Кастильо попал по Корралесу акцентированным левым хуком, и заставил его на некоторое время прекратить атаковать. Этот раунд был равным, но незначительное преимущество имел мексиканец.
В третьем раунде темп противостояния сохранился. Корралес старался прижать соперника к канатам, но Кастильо сменил стиль ведения боя и начал работать вторым номером — отступая и контратакуя.  Оба боксёра также продолжали пробивать по корпусу друг друга. Затем Корралесу удалось пробить акцентированный удар снизу, благодаря которому Кастильо оказался на средней дистанции и сразу же пробил левый хук и правый джеб, из-за которых Корралес чуть было не оказался в нокдауне. Корралес восстановился за несколько секунд и атаковал соперника, который начал клинчевать.
В четвёртом раунде, Корралес нанёс неакцентированый левый хук, и сразу же после этого опустил руку на уровень пояса что бы снова нанести удар, но в этот момент Кастильо сработал на опережение пробил левый полухук-полуапперкот, который пришёлся в подбородок американцу. После этого удара Корралес оказался на настиле ринга и поднялся на счёт 10, но не сумел твёрдо устоять на ногах, и на 47-й секунде 4-го раунда поединок был остановлен.
Победа с формулировкой KO4 (нокаутом в 4-м раунде) была присуждена Хосе Луису Кастильо.
| Счёт судейских записок на момент остановки боя | Счёт судейских записок на момент остановки боя | Счёт судейских записок на момент остановки боя | Счёт судейских записок на момент остановки боя | Счёт судейских записок на момент остановки боя | Счёт судейских записок на момент остановки боя |
| Кларк Саммартино                               | Кларк Саммартино                               | Джерри Рот                                     | Джерри Рот                                     | Нобуаки Уратани                                | Нобуаки Уратани                                |
| ---------------------------------------------- | ---------------------------------------------- | ---------------------------------------------- | ---------------------------------------------- | ---------------------------------------------- | ---------------------------------------------- |
| Диего Корралес                                 | Хосе Луис Кастильо                             | Диего Корралес                                 | Хосе Луис Кастильо                             | Диего Корралес                                 | Хосе Луис Кастильо                             |
| 27                                             | 30                                             | 27                                             | 30                                             | 27                                             | 29                                             |

## Андеркарт
В таблице перечислены результаты всех поединков боксёров.
В каждой строке указан результат поединка. Дополнительно номер поединка обозначен цветом, который обозначает итог поединка. Расшифровка обозначений и цветов представлена в нижеследующей таблице.
| Пример | Расшифровка                     |
| ------ | ------------------------------- |
|        | Победа                          |
|        | Ничья                           |
|        | Поражение                       |
|        | Планируемый поединок            |
|        | Поединок признан несостоявшимся |
| КО     | Нокаут                          |
| ТКО    | Технический нокаут              |
| PTS    | Решение судей (по очкам)        |
| UD     | Единогласное решение судей      |
| MD     | Решение большинства судей       |
| SD     | Раздельное решение судей        |
| RTD    | Отказ от продолжения боя        |
| DQ     | Дисквалификация                 |
| NC     | Поединок признан несостоявшимся |

| Боксёр                           | Итог боя  | Боксёр                      | Примечания                                                              |
| -------------------------------- | --------- | --------------------------- | ----------------------------------------------------------------------- |
| Диего Корралес (40-2)            | KO4 (12)  | Хосе Луис Кастильо (52-7-1) |                                                                         |
| Хорхе Арсе (40-3-1)              | TKO2 (2)  | Хуссейн Хуссейн (28-2)      | Бой за титул временного чемпиона мира по версии WBC в наилегчайшем весе |
| Бобби Пакьяо (27-11-3)           | SD10 (10) | Карлос Эрнандес (41-5-1)    |                                                                         |
| Роландо Рейес (25-3-2)           | SD10 (10) | Иван Кабрера (12-5-1)       |                                                                         |
| Америко Сантос (22-0)            | KO1 (8)   | Джереми Йелтон (17-2)       |                                                                         |
| Ванес Мартиросян (4-0)           | TKO1 (6)  | Тони Моралес (5-2)          |                                                                         |
| Хулио Сесар Чавес-младший (22-0) | TKO5 (6)  | Джереми Стиерс (9-4)        |                                                                         |
| Хуан Мануэль Буэндиа (10-0)      | TKO4 (6)  | Бернардо Гереча (14-5-1)    |                                                                         |
| Марио Сантьяго (11-0)            | KO3 (6)   | Филиберто Янг (5-0-1)       |                                                                         |

## После боя
3 июня 2006 года должен был состоялся третий поединок между Кастильо и Корралесом, однако мексиканский сопртсмен не сумел вложиться в лимит весовой категории и поединок был отменён. После поражения от Кастильо Корралес провёл ещё два поединка, в которых проиграл — 7 октября 2006 года он проиграл раздельным судейским решением Хоэлю Касамайору (33-3-1) и утратил титул чемпиона мира по версии WBC и 4 апреля 2007 года проиграл единогласным судейским решением Джошуа Клотти (30-2). Кастильо, после этого провёл более 20 поединков и в 2014 году завершил спортивную карьеру.
Ровно через два года после своего первого поединка против Хосе Луиса Кастильо, 7 мая 2007 года Диего Корралес разбился насмерть на своем мотоцикле.